# T Tauri
T Tauri (zkráceně T Tau) je mladá proměnná hvězda v souhvězdí Býka, která slouží jako prototyp hvězd třídy T Tauri. Tyto hvězdy představují velmi rané fáze hvězdného vývoje, těsně předtím, než se hvězda usadí na hlavní posloupnosti. T Tauri je vysoce proměnná, s jasností kolísající mezi 9,5 a 13,5 magnitudy.

## Objev a poloha
Hvězdu objevil v roce 1852 britský astronom John Russell Hind. Nachází se projekčně poblíž jasných hvězd ε Tauri a Hyád, ovšem fyzicky leží výrazně dále. Moderní radiointerferometrická měření pomocí VLBA upřesnila vzdálenost T Tauri na přibližně 147 parseků (asi 480 světelných let).
T Tauri je známá také díky spojení s tzv. Hindovou proměnnou mlhovinou (NGC 1554-1555), reflexní mlhovinou, jejíž jasnost se mění v závislosti na aktivitě hvězdy a okolním prachoplynném materiálu.

## Charakteristika a systém
T Tauri je vícenásobný hvězdný systém. Nejjasnější složka, označovaná jako T Tauri A, je hvězda o hmotnosti asi 2,1násobku hmotnosti Slunce. Menší doprovodné složky T Tauri B a T Tauri C (označované také jako Sa a Sb) byly objeveny interferometrickými a infračervenými pozorováními a tvoří složitý hierarchický systém.
Spektrální třída hlavní složky je K0IV/Ve, povrchová teplota kolem 4000 K a stáří jen přibližně 2 miliony let. Jako u většiny hvězd T Tauri i zde zůstává akreční disk, z nějž hvězda postupně nabírá materiál. Intenzivní magnetické pole a hvězdné větry vedou k tvorbě silných výtrysků (jetů), které mohou vytvářet Herbig-Harovy objekty v okolí.

## Význam pro astrofyziku
Hvězda T Tauri dala jméno celé třídě T Tauri hvězd, což jsou mladé, předhlavněposloupnostní objekty o stáří několika milionů let. Studium T Tauri a jejích složek poskytuje klíčové informace o raných fázích hvězdného vývoje, formování akrečních disků a procesů, které mohou vést k vzniku planetárních soustav. Analýza spekter, variabilita, měření magnetických polí i studium okolních mlhovin a výtrysků pomáhá vytvářet teoretické modely formování hvězd a planet.

## Hindova proměnná mlhovina
V blízkosti T Tauri se nachází Hindova proměnná mlhovina (NGC 1554-1555), reflexní mlhovina objevující se a mizící v závislosti na osvětlení a prašném prostředí. Variabilita mlhoviny vázaná na aktivitu hvězdy a její výtrysky přináší cenný pohled na interakci mladé hvězdy s okolní mezihvězdnou hmotou.

## Základní údaje o T Tauri A
| Parametr           | Hodnota           |
| ------------------ | ----------------- |
| Hvězdná velikost   | 9,5–13,5 mag      |
| Rektascenze (RA)   | 4h21m59,43s       |
| Deklinace (DEC)    | +19°32′06,4″      |
| Spektrální třída   | K0IV/Ve           |
| Vzdálenost od Země | ~147 pc (~480 ly) |
| Hmotnost           | ~2,1 M_☉          |
| Stáří hvězdy       | ~2 miliony let    |
| Teplota povrchu    | ~4 000 K          |